# Lunure
La lunure ou lune ou aubier interne ou double aubier ou aubier entrelardé, est un défaut du bois qui apparaît sur sa coupe sous la forme d'un cercle, ou quelquefois d'un arc de cercle, formé de plusieurs couches annuelles de couleur plus foncée ou plus claire que celle du bois environnant. La nature du bois le rend plus particulièrement accessible à la pourriture et à la vermoulure.
Par froids exceptionnels, il arrive que les cellules vivantes de l'aubier meurent ; elles ne se transforment pas en bois de cœur et apparaissent sous forme d'un anneau plus clair situé entre le bois de cœur ancien et le bois de cœur immédiatement postérieur aux saisons des grands froids. Si l'on connaît la date du grand froid, tous les cernes peuvent être datés par dendrochronologie.